# Ashby Parva
Ashby Parva – wieś w Anglii, w hrabstwie Leicestershire, w dystrykcie Harborough. Leży 19 km na południe od miasta Leicester i 132 km na północny zachód od Londynu.